# José Antonio Miró Rubini
José Antonio Miró Rubini (Penonomé, 1792 - La Chorrera, 14 de febrero de 1842) fue un militar y político colombiano, oriundo del istmo de Panamá. Participó en las batallas de Pichincha, Ayacucho y Junín.

## Biografía
A la edad de 19 años se inició en la carrera militar y luego de la Independencia de Panamá de España en 1821, se pasó a Ecuador en 1822 donde se integró como capitán de cazadores en el batallón Yaguachi de Guayaquil al mando de Simón Bolívar, donde hizo amistad con Abdón Calderón durante la batalla de Pichincha.
Luego se trasladó a Perú en 1823, dentro del batallón Vargas, y fue el artifíce de una acción de retirada en Matará donde recogió heridos y caballos bajo ataque realista el 3 de agosto de 1824, pocos días antes de la batalla de Junín. Posteriormente participó en las acciones militares en Villa de Guantar y luego en la batalla de Ayacucho, acción que le valió el ascenso a teniente coronel. Permaneció en Perú hasta finales de 1825, cuando volvió a Colombia.
Siendo parte de la comandancia del batallón auxiliar de Veraguas, participó en 1831 en la campaña militar contra Juan Eligio Alzuru en Arraiján, quien había asumido poderes dictatoriales en el istmo de Panamá. Luego de vencer a Alzuru, fue ascendido dentro de la comandancia del batallón quinto ligero de Panamá.
El 22 de mayo de 1833 solicitó su baja en el ejército, a pesar de que Tomás Herrera quiso persuadirlo nombrándolo como jefe militar del Chocó, sin éxito.
Luego incursionó en la política y en 1834 fue nombrado diputado principal representando al cantón de Natá y diputado suplente por el cantón de Panamá. Formó parte de la publicación "Los amigos del país", de carácter nacionalista. En 1837 publicó Al público imparcial, un texto que buscaba defender a Tomás Herrera de un malentendido de carácter político.
Estuvo casado con Fermina Arosemena Barrera, desde el 27 de julio de 1827.